# Sains, Ille-et-Vilaine
Sains (bretonska: Sent) är en kommun i departementet Ille-et-Vilaine i regionen Bretagne i nordvästra Frankrike. Kommunen ligger i kantonen Pleine-Fougères som tillhör arrondissementet Saint-Malo. År 2022 hade Sains 457 invånare.

## Befolkningsutveckling
Antalet invånare i kommunen Sains
Referens:INSEE